# Edwin David Aponte
Edwin David Aponte (nacido el 4 de agosto de 1957) es un historiador cultural puertorriqueño-estadounidense, estudioso de estudios religiosos y contribuyente al desarrollo del cristianismo entre los hispanos y latinos estadounidenses. Su investigación se centra en la interacción entre la religión y la cultura, especialmente las religiones hispanas/latinas, las religiones afroamericanas, la historia religiosa de América del Norte y los estudios congregacionales. Es uno de los pocos historiadores hispanos del cristianismo en Estados Unidos.
Aponte es Directora Ejecutiva del Instituto Louisville, un programa financiado por Lilly Endowment, Inc. con sede en el Seminario de Louisville que apoya a quienes dirigen y estudian instituciones religiosas de América del Norte.

## Educación y primeros años
Aponte nació en Bridgeport, Connecticut de padres puertorriqueños católicos. Aponte asistió a escuelas públicas en Bridgeport, y se graduó de Bassick High School en 1975. Su familia es de Salinas, Puerto Rico entre Guayama y Ponce en el lado sur de la isla. Su padre Domingo David Aponte nació en Coamo. Su madre Ana Raquel Ortiz nació en Salinas.
Aponte recibió una licenciatura en Estudios Bíblicos y Teológicos de Gordon College (Massachusetts) en 1979, una maestría en Estudios Teológicos con especialización en Antiguo Testamento del Seminario Teológico Gordon-Conwell en 1982, una maestría en religión en 1994 y un doctorado en religión en 1998 ambos de la Universidad del Temple en Filadelfia, Pensilvania. Es un anciano docente ordenado (ministro de Palabra y Sacramento) en la Iglesia presbiteriana (Estados Unidos).

## Carrera
Anteriormente, en 2014–2015, Aponte fue decano y administrador ejecutivo en jefe, así como profesor de religión y cultura en el Palmer Theological Seminary de Eastern University. Desde el 1 de julio de 2012 hasta el 30 de junio de 2014, Aponte fue vicepresidente de asuntos académicos, decano de la facultad y profesor de religión y cultura en el Christian Theological Seminary en Indianápolis, Indiana. Anteriormente, Aponte fue profesora investigadora de cristianismo latino en el Seminario Teológico de Nueva York. De 2006 a 2010 se desempeñó como Vicepresidente de Asuntos Académicos y Decano del Seminario del Seminario Teológico de Lancaster en Lancaster, Pensilvania., y también fue profesor de religión y cultura. De 1998 a 2006, Aponte sirvió en la facultad de la Escuela de Teología Perkins en la Universidad Metodista del Sur en Dallas, Texas, donde fue Director de Estudios Avanzados (2004-2006) y Profesor Asociado de Cristianismo y Cultura. De 1994 a 1998 fue director fundador del Instituto de Estudios Internacionales y Culturales de la North Park University en Chicago, compuesto por el Centro de Estudios del Medio Oriente, el Centro de Estudios Coreanos, el Centro de Estudios Africanos, el Centro de Estudios Escandinavos y el Centro de Estudios Latinos, cada uno involucrado en iniciativas y actividades interculturales, internacionales e interreligiosas. Al mismo tiempo, Aponte se desempeñó como Director Ejecutivo fundador del Centro de Estudios Latinos en North Park University.
Aponte ha recibido becas del Centro Wabash para la Enseñanza y el Aprendizaje en Teología y Religión, el Fondo para la Educación Teológica, la Iniciativa Teológica Hispana, Universidad del Temple, Universidad Metodista del Sur, Pew Charitable Trusts, el Fondo para la Educación de Graduados de la Iglesia Presbiteriana, (EE. UU.), The Louisville Institute y The Lilly Endowment, Inc.
Aponte ha servido casi continuamente en la Mesa Directiva del Programa de Verano Hispano en los años 1994-2010, notablemente siete años como Secretaria y miembro del Comité Ejecutivo. Es miembro de la Academia Estadounidense de Religión (AAR) y formó parte del Comité de Relaciones Académicas, el Comité Directivo de la sección de Historia del Cristianismo y del Grupo Latin@ Religión, Cultura y Sociedad de la AAR.
Aponte fue miembro de la Iniciativa del Ministerio de Reforma, un proyecto nacional de la Oficina de Teología, Adoración y Educación de la Iglesia Presbiteriana (EE. UU.). También fue miembro del Comité de Selección de la Iniciativa Teológica Hispana (HTI), un programa con la misión de ayudar a los candidatos latinos a doctorados a través de becas, mentores y redes de apoyo. El HTI fue el predecesor del Consorcio Iniciativa Teológica Hispana (HTIC).

## Escritos seleccionados

### Libros
- Torre, Miguel A. De La; Aponte, Edwin David (22 de octubre de 2001). Introducing Latino/a Theologies. Maryknoll, Nueva York: Orbis Books. ISBN 1570754004.
- Aponte, Edwin David; De La Torre, Miguel A., eds. (1 de mayo de 2006). Handbook of Latina/o Theologies. San Luis: Chalice Press. ISBN 0-827-21450-2.
- Aponte, Edwin David (22 de marzo de 2012). ¡Santo!: Varieties of Latina/o Spirituality. Maryknoll, Nueva York: Orbis Books. ISBN 1-570-75964-2.

### Capítulos de libros y artículos
- Espín, Orlando O., ed. (2015). "Protestant Ecclesiology". The Wiley Blackwell Companion to Latino/a Theology. Malden, Massachusetts: Wiley-Blackwell. pp. 199–214. ISBN 1-118-71865-8. Parte de la serie Wiley Blackwell Companions to Religion.
- Espín, Orlando O., ed. (2015). "Theologizing Popular Protestantism". The Wiley Blackwell Companion to Latino/a Theology. Malden, Massachusetts: Wiley-Blackwell. pp. 401–420. ISBN 1-118-71865-8. Parte de la serie Wiley Blackwell Companions to Religion.
- De La Torre, Miguel A.; Floyd-Thomas, Stacey M., eds. (27 de octubre de 2011). "Friedrich Schleiermacher". Beyond the Pale: Reading Theology from the Margins (1st ed.). Louisville, Kentucky: Westminster John Knox. pp. 105–114. ISBN 0-664-23679-0.
- “A Latino Liberationist Voice” en Trails of Hope and Terror: Testimonies on Immigration, Miguel A. De La Torre. Maryknoll, Nueva York: Orbis Books, 2009.
- “Metaphysical Blending in Latino/a Botánicas in Dallas,” en Rethinking Latino/a Religion and Identity, Miguel A. De La Torre y Gastón Espinosa, eds. Cleveland, OH: Pilgrim Press, 2006.
- “Theological and Cultural Competence en Conjunto,” en Handbook of Latina/o Theologies, Edwin David Aponte and Miguel A. De La Torre, eds. St. Louis, MO: Chalice Press, 2006.
- “A View from the Margins: Constructing a History of Latino/a Protestantism,” in Latino Christian Thought at the Dawn of the 21st Century: Apuntes in Honor of Justo L. González, Alvin Padilla, Roberto Goizueta, and Eldin Villafañe, ed. Nashville: Abingdon Press, 2005.
- “Rethinking the Core: African and African American Religious Perspectives in the Seminary Curriculum,” en Teaching African American Religions (AAR Teaching Series), Carolyn M. Jones and Theodore Louis Trost, ed. New York: Oxford University Press, 2005.
- “Hispanics” en Handbook of U.S. Theologies of Liberation, Miguel A. De La Torre, ed. St. Louis, MO: Chalice Press, 2004.
- “Music and the U.S. Latina and Latino Experience,” en Introduction to the U.S. Latina and Latino Religious Experience, Hector Avalos, ed. Boston: Brill Academic Publishers, 2004.
- “Hispanic/Latino Protestantism in Philadelphia,” en Re-Forming the Center: American Protestantism 1900 to the Present, Douglas Jacobsen and William Vance Trollinger, Jr., eds. Grand Rapids: Wm. B. Eerdmans Publishing Co., 1998.
- Aponte, Edwin David (1995). "Coritos as Active Symbol in Latino Protestant Popular Religion". Journal of Hispanic/Latino Theology. 2 (3): 57–66.